# Mistrzostwa USA Strongman 2004
Mistrzostwa USA Strongman 2004 – doroczne, indywidualne zawody amerykańskich
siłaczy.
Data: 8 - 10 października 2004 r.

Miejsce: Atlanta (stan Georgia)  Stany Zjednoczone

WYNIKI ZAWODÓW:
| Miejsce | Zawodnik        | Punkty |
| ------- | --------------- | ------ |
| 1.      | Van Hatfield    | 60     |
| 2.      | Phil Pfister    | 55     |
| 3.      | Karl Gillingham | 50     |
| 4.      | Mark Philippi   | 49     |
| 5.      | Steve Kirit     | 48     |
| 6.      | Jon Andersen    | 44     |
| 7.      | Jesse Marunde   | 43     |
| 8.      | Matt Metheney   | 34     |
| 9.      | Don Pope        | 31     |
| 10.     | Walt Gogola     | 28     |
| 11.     | Dan Ford        | 11     |
| 12.     | Shawn Smith     | 11     |